# ناتالی سسنیا
ناتالی سسنیا (اسپانیایی: Nathalie Seseña‎؛ زادهٔ ۱۱ نوامبر ۱۹۶۷) بازیگر اهل اسپانیا است.
از فیلم‌ها یا برنامه‌های تلویزیونی که وی در آن نقش داشته‌است، می‌توان به دردسر قریب‌الوقوع، روز هیولا، شاد، اما نه چندان زیاد و کیسه هوا اشاره کرد.